# Lac-Sainte-Marie
Lac-Sainte-Marie è un comune del Canada, situato nella provincia del Québec, nella regione di Outaouais.